# Gute Form
La Gute Form (Buena Forma) fue una corriente estética que partía de la consideración formal de los productos en relación con su propia estética, lo que llevaba a la búsqueda de formas honestas libres de invenciones para vender o productos sujetos a modas. El término fue asociado por primera vez a dicha corriente en 1957, cuando Max Bill presentó su libro “Die Gute Form”.
De este movimiento surgió la Hochschule für Gestaltung en Ulm, más conocida por la Escuela de Ulm, siendo Max Bill el primer director de la universidad en el periodo desde 1953 hasta 1956 donde le cede su cargo a Tomás Maldonado ejerciéndolo entre los años 1956 hasta su cierre en 1968. Se erigió como continuadora de la Bauhaus. Siendo Tomás Maldonado director, alcanzó su mayor desarrollo científico-pedagógico.
A finales de la década de 1960, la aparición del Funcionalismo contribuyó a restar mercado a los objetos diseñados partiendo de la Gute Form, y ya en 1980, con el surgimiento del Nuevo Diseño Alemán, numerosas críticas se alzaron contra la misma.